# 3,3-Dimethyl-2-butanon
3,3-Dimethyl-2-butanon (auch Pinakolon genannt) ist eine chemische Verbindung, die als Zwischenprodukt zur Herstellung von Pivalinsäure und anderen chemischen Verbindungen dient. So wird es unter anderem als Ausgangsstoff zur Herstellung von Pharmazeutika, Fungiziden und Herbiziden (über Triazolylpinacolon zu Triadimefon bzw. Metribuzin) verwendet. Es ist von der Verbindung Pinakol (bzw. der gleichnamigen Stoffgruppe) abgeleitet.

## Geschichte
Die Struktur von Pinakolon wurde im 19. Jahrhundert von Charles Friedel geklärt.

## Gewinnung und Darstellung
Pinakolon kann auf mehreren Wegen hergestellt werden. Ein Weg verläuft über die Pinakol-Umlagerung.

## Sicherheitshinweise
Pinakolon ist leichtentzündlich (Flammpunkt bei 3 °C, Selbstentzündung bei 520 °C) und steht auf der Ausfuhrkontrollliste, da es zur Herstellung von chemischen Waffen benutzt werden kann.